# The Challenge (film 1916)
The Challenge è un film muto del 1916 diretto da Donald McKenzie (Donald MacKenzie).

## Trama
Robert Lester fa imprigionare un suo rivale, Quarrier, ma il governo fa liberare l'ingegnere perché questi deve sovrintendere ad un importante progetto, fondamentale per la crescita del paese. Sui terreni dove si sviluppa il progetto governativo, Quarrier incontra nuovamente Lester che ha imbrogliato Alberta, la proprietaria, facendole cedere la terra. La donna, furiosa, si comporta come se i terreni fossero ancora suoi e minaccia di far fuori il primo degli operai che si presenterà sulle sue proprietà. Quarrier comincia a scavare e lei, pur non uccidendolo, gli giura odio eterno. Pian piano, però, il loro rapporto si ammorbidisce e finisce che lui coinvolge anche Alberta nel grande progetto, convincendola della bontà e dell'importanza dell'impresa. Insieme, i due inchiodano Lester, smascherando tutte le sue ruberie e tutte le sue mascalzonate.

## Produzione
Il film fu prodotto dall'Astra Film.

## Distribuzione
Distribuito dalla Gold Rooster Play (Pathé Exchange), il film uscì nelle sale cinematografiche USA il 10 dicembre 1916.